# カク県
漷県（かく-けん）は中華人民共和国北京市にかつて設置されていた県。現在の通州区漷県鎮に相当する。
遼朝により設置された漷陰県を前身とする。1276年（至元13年）、元朝は漷州に昇格したが、1381年（洪武14年）、明朝により漷県に降格している。1659年（順治16年）、清朝により廃止され通州に統合された。